# Nildo Parente
Nildo Parente (* 1936 in Fortaleza; † 31. Januar 2011 in Rio de Janeiro) war ein brasilianischer Schauspieler.

## Leben
Parente hat seit Beginn der 1960er Jahre in mehr als 60 Filmen mitgewirkt. Er war in mehreren Rollen im Rede Globo zu sehen, so beispielsweise 1979 als Haroldo in dem Fernsehfilm Pai Herói. Sein letztes Werk war 2009 A Lei e o Crime auf Rede Record. In den mehr als 40 Jahren seiner Schauspielkarriere, spielte Parente in Dutzenden Spielfilmen aber auch in sogenannten Seifenopern oder Fernsehserien mit. Darunter waren auch nationale Filmklassiker wie Memórias do cárcere, Gabriela, cravo e canela oder São Bernardo. Er spielte beispielsweise auch den Leiter der Resistance im Film Der Kuß der Spinnenfrau aus dem Jahre 1985.
Für seine Rolle des Padilha in dem Spielfilm São Bernardo (Regie: Leon Hirszman) wurde er 1974 als bester männlicher Nebendarsteller mit einem Preis der Associação Paulista de Críticos de Arte (APCA) – São Paulo ausgezeichnet.

## Filmografie (Auswahl)
- 1962: O 5º Poder
- 1968: O homem que comprou o mundo
- 1969: América do sexo
- 1970: O Homem das Estrelas (Le maître du temps) – Regie: Jean-Daniel Pollet
- 1970: Das Irrenhaus (O Alienista)
- 1971: Jardim de espumas
- 1972: São Bernardo
- 1974: Essas mulheres lindas, nuas e maravilhosas
- 1975: Os Condenados
- 1976: Padre Cícero
- 1977: O seminarista
- 1977: Basar der Wunder (Tenda dos Milagre)
- 1977: Ajuricaba
- 1978: Oberst Delmiro Gouveia (Coronel Delmiro Gouveia)
- 1978: A batalha dos Guararapes
- 1979: O coronel e o lobisomem
- 1979: Pai Herói (Fernsehserie)
- 1980: Água Viva (Fernsehserie)
- 1980: Parceiros da aventura
- 1980: Cabaret mineiro
- 1981: Fruto do amor
- 1982: Luz del Fuego
- 1982: Rio Babilônia
- 1983: Giselle
- 1983: Guerra dos Sexos
- 1984: Vereda Tropical
- 1984: Padre Cícero (Miniserie)
- 1984: Das Gespenst aus Bahia (Memórias do Cárcere)
- 1984: Para Viver um Grande Amor
- 1985: Der Kuß der Spinnenfrau (Kiss of the Spider Woman)
- 1987: Corpo Santo
- 1987: Leila Diniz
- 1988: Mond über Parador (Moon over Parador)
- 1989: Kananga do Japão
- 1990: A, E, I, O… Urca (Miniserie)
- 1990: Xuxa and the Goofies in the Mystery of Robin Hood (O mistério de Robin Hood)
- 1992: Karate Tiger 6 – Entscheidung in Rio (Kickboxer 3: the art of war)
- 1993: Agosto (Miniserie)
- 1994: Pátria Minha
- 1995: Tocaia Grande
- 1997: Malhação (Fernsehserie, mehrere Folgen)
- 1998: Mulher (Fernsehserie)
- 1998: Pecado Capital (Fernsehserie)
- 1998: Bela Donna
- 2000: Aquarela do Brasil (Miniserie)
- 2002: Coração de Estudante (Fernsehserie)
- 2003: Celebridade (Fernsehserie, mehrere Folgen)
- 2004: Senhora do Destino (Fernsehserie, mehrere Folgen)
- 2005: América (Fernsehserie, mehrere Folgen)
- 2007: Paraíso Tropical (Fernsehserie, mehrere Folgen)
- 2009: A Lei e o Crime (Fernsehserie, mehrere Folgen)
- 2010: Chico Xavier (Biografischer Film über Chico Xavier)